# Давид Јаролим
Давид Јаролим (чеш. David Jarolím; 17. мај 1979) бивши је чешки фудбалер који је играо у везном реду.

## Статистика каријере

### Репрезентативна
| Чешка  | Чешка    | Чешка  |
| Година | Утакмице | Голови |
| ------ | -------- | ------ |
| 2005   | 1        | 0      |
| 2006   | 7        | 1      |
| 2007   | 5        | 0      |
| 2008   | 9        | 0      |
| 2009   | 7        | 0      |
| Укупно | 29       | 1      |

### Голови за репрезентацију
| #  | Датум            | Стадион                           | Противник  | Гол   | Резултат | Такмичење                 | Реф.        |
| -- | ---------------- | --------------------------------- | ---------- | ----- | -------- | ------------------------- | ----------- |
| 1. | 7. октобар 2006. | Стадион крај Нисе, Либерец, Чешка | Сан Марино | 5 : 0 | 7 : 0    | Квалификације за ЕП 2008. | [ 3 ] [ 4 ] |